# Ngữ hệ Kartvelia
Ngữ hệ Kartvelia (tiếng Gruzia: ქართველური ენები) (cũng được gọi là ngữ hệ Iberia và trước đây là ngữ hệ Nam Kavkaz) là một ngữ hệ bản địa vùng Kavkaz và được nói chủ yếu tại Gruzia, với một lượng người nói đáng kể ở Nga, Iran, Hoa Kỳ, Liên Minh Châu Âu, Israel và đông bắc Thổ Nhĩ Kỳ. Có chừng 5,2 triệu người nói ngôn ngữ Kartvelia trên toàn cầu.
Các nhà nghiên cứu chưa xác định được bất kỳ mối quan hệ nào giữa hệ Kartvelia và các ngữ hệ khác. Một trong những tư liệu cổ nhất của hệ này là những tấm bia khắc Bir el Qutt tiếng Gruzia, được viết bằng bảng chữ cái Asomtavruli cổ tại tu viện Gruzia gần Bethlehem, có niên đại từ năm 430.
Bảng chữ cái tiếng Gruzia là hệ chữ viết chung cho tất cả ngôn ngữ Kartvelia, dù tiếng Laz ở Thổ Nhĩ Kỳ cũng dùng bảng chữ cái Latinh.

## Tình trạng xã hội và văn hóa
Tiếng Gruzia là ngôn ngữ chính thức của Gruzia (được nói bởi 90% dân số) và là ngôn ngữ văn học cũng như giao thương chính với tất cả người nói ngôn ngữ Kartvelia tại Gruzia. Nó sử dụng một bảng chữ cái riêng, đây cũng là thứ tiếng duy nhất tại Kavkaz có nền văn học cổ đại, với những văn liệu từ tận thế kỷ V.
Tiếng Mingrelia được viết bằng bảng chữ cái tiếng Gruzia từ năm 1864, đặc biệt trong giai đoạn 1930 tới 1938, khi người Mingrelia có quyền tự quản về văn hóa.
Tiếng Laz được viết bằng hệ thống chữ tiếng Gruzia chủ yếu từ 1927 tới 1937, và giờ bằng chữ Latinh tại Thổ Nhĩ Kỳ. Tuy nhiên, tiếng Laz đang dần biến mất do người Laz đang hòa nhập nhanh chóng vào xã hội Thổ Nhĩ Kỳ.

## Phân loại
Ngữ hệ Kartvelia gồm bốn ngôn ngữ:
- Tiếng Svan (ლუშნუ ნინ, lušnu nin) có chừng 35.000–40.000 người bản ngữ chủ yếu sống tại vùng núi tây bắc Svaneti, Gruzia, và thung lũng Kodori tại Abkhazia, Gruzia.
- Gruzia-Zan (còn có tên Karto-Zan)
  - Tiếng Gruzia (ქართული ენა, kartuli ena) có khoảng 4,5 triệu người bản ngữ, chủ yếu tại Gruzia. Có những cộng đồng người nói tiếng Gruzia ở Nga, Thổ Nhĩ Kỳ, Iran, Israel, và các nước EU.
  - Nhóm ngôn ngữ Zan
    - Tiếng Mingrelia (მარგალური ნინა, margaluri nina) có khoảng 500.000 người bản ngữ vào năm 1989, chủ yếu tại vùng tây Gruzia, như Samegrelo và Abkhazia (chỉ tại Gali). Số người nói tiếng Mingrelia đã giảm sút đáng kể vào thập niên 1990 do kết quả của việc tàn sát người Gruzia tại Abkhazia. Lượng người Mingrelia di tản từ Abkhazia chuyển đến những vùng khác thuộc lãnh thổ Gruzia, với lượng lớn tại Tbilisi và Zugdidi.
    - Tiếng Laz (ლაზური ნენა, lazuri nena) với 220.000 người nói năm 1980, chủ yếu ở vùng ven biển đông bắc Thổ Nhĩ Kỳ, và chừng 30.000 người tại Adjara, Gruzia.